# Warszawa (Hłudno)
Warszawa – część wsi Hłudno w Polsce, położona w województwie podkarpackim, w powiecie brzozowskim, w gminie Nozdrzec.
W latach 1975–1998 Warszawa administracyjnie należała do województwa krośnieńskiego.